# Colegio de la Unión Hebrea - Instituto Judío de Religión
El Colegio de la Unión Hebrea - Instituto Judío de Religión (en inglés estadounidense: Hebrew Union College - Jewish Institute of Religion) (HUC-JIR) (en hebreo: היברו יוניון קולג' – מכון למדעי היהדות) es un seminario judío con varias ubicaciones en los Estados Unidos y una ubicación en Jerusalén, Israel. Es el seminario judío existente más antiguo de las Américas y el seminario principal para la capacitación de rabinos, cantores, educadores y trabajadores comunitarios en el seno del judaísmo reformista. HUC-JIR tiene campus en Cincinnati, Ohio, Nueva York, Los Ángeles, California y Jerusalén. El campus de Jerusalén es el único seminario en Israel para la formación del clero judío reformista.

## Historia
HUC fue fundada en 1875 bajo el liderazgo del Rabino Isaac Mayer Wise en Cincinnati. La primera clase rabínica se graduó en 1883. El banquete de graduación para esta clase se conoció como el banquete trefah porque incluía alimentos que no eran kosher, como almejas, cangrejos blandos, camarones, ancas de rana y productos lácteos servidos inmediatamente después de la carne. En ese momento, los rabinos reformistas estaban divididos sobre la cuestión de si las restricciones alimentarias judías seguían siendo aplicables. Algunos de los rabinos reformistas más tradicionales pensaron que el menú del banquete iba demasiado lejos, y se vieron obligados a encontrar una alternativa entre el judaísmo reformista y el judaísmo ortodoxo. Esta fue una de las principales causas de la fundación del judaísmo conservador estadounidense.
En 1950, se creó un segundo campus del HUC en Nueva York mediante la fusión con el Instituto de Religión Judía. Se crearon campus adicionales en Los Ángeles en 1954, y en Jerusalén en 1963. A partir de 2009, el Colegio de la Unión Hebrea - Instituto Judío de Religión, es un seminario internacional, y una universidad de estudios de posgrado, que ofrece una amplia variedad de programas académicos y profesionales. Además de su escuela rabínica, el instituto universitario incluye programas de estudios de posgrado, educación, gestión de entidades sin ánimo de lucro, música sacra, arqueología bíblica, y un programa rabínico en Israel.
El campus de Los Ángeles gestiona algunos programas educativos en cooperación con la cercana Universidad del Sur de California (en inglés estadounidense: University of South California) (USC), manteniendo una cooperación mutua durante más de 35 años. Su relación productiva incluye la creación del Centro para el Compromiso Judío-Musulmán (en inglés estadounidense: Center for Muslim-Jewish Engagement) (CMJE), un grupo de expertos y religiosos, mediante la asociación de HUC-JIR, USC, y la Fundación Omar Ibn Al Khattab. CMJE tiene programas para el estudio de textos religiosos en Los Ángeles.
El Rabino Alfred Gottschalk fue designado como el sexto presidente de HUC, después de la muerte de Nelson Glueck. Como presidente, Gottschalk supervisó el crecimiento y la expansión de los campus del HUC, la ordenación de Sally Priesand como la primera rabina en los Estados Unidos, la investidura de la primera mujer jazán en el seno del judaísmo reformista, y la ordenación de Naamah Kelman como la primera mujer rabina ordenada en el Estado de Israel. En 1996, el Rabino Sheldon Zimmerman fue nombrado el séptimo presidente del instituto universitario. Fue reemplazado en el año 2000, por el Rabino David Ellenson.
El duodécimo presidente del HUC-JIR, elegido en 2014, fue el Rabino Aaron D. Panken. El Rabino Panken, era una autoridad destacada sobre literatura rabínica, y asimismo tenía un gran interés en la investigación y en el desarrollo histórico de conceptos y términos legales. El Rabino Panken falleció en un accidente aéreo, el día 5 de mayo de 2018, mientras pilotaba un avión Aeronca 7 Champion monomotor, sobre el valle del Río Hudson, cerca de Nueva York.

## Escuela de cantores
La escuela de cantores del Instituto Judío de Religión fue fundada en 1947. La escuela está ubicada en el campus de la HUC-JIR de Nueva York. El centro ofrece un programa de posgrado de cinco años, que otorga el grado de Maestro de música sacra en el cuarto año, y la ordenación como cantor en el quinto año.
La Escuela cantorial de la HUC-JIR empezó en Jerusalén, y continuó durante los siguientes cuatro años en Nueva York. Mientras están en Israel, los estudiantes aprenden hebreo, estudian música judía, y conocen Israel. Los estudiantes de la escuela cantorial, estudian junto a los estudiantes rabínicos y los educadores. En Nueva York, el programa incluye oportunidades de aprendizaje profesional para los estudiantes de canto. En el programa, los estudiantes sirven en varias congregaciones religiosas judías, dentro y fuera del Área metropolitana de Nueva York.
El plan de estudios incluye clases de música litúrgica que incluyen: el Shabat tradicional y las festividades judías, los coros, la música, la liturgia reformista, las composiciones judías, y clases de textos como: la Tanaj, los Midrashim, y la historia judía, así como el desarrollo profesional. A cada estudiante se le asigna la práctica de pequeños recitales durante el segundo, el tercer, y el cuarto año de las clases, que culminan con un recital para adultos y mayores durante el quinto año de estudios.
El Rabino David Ellenson, era el presidente del HUC-JIR, anunció el 27 de enero de 2011, que la escuela de música sacra pasaría a llamarse: Escuela de Música Sacra Debbie Friedman, para honrar la memoria de la cantante judía estadounidense Debbie Friedman. El cambio de nombre tuvo lugar oficialmente el 7 de diciembre de 2011.

## Igualdad de género
HUC tiene estudiantes tanto hombres como mujeres en todos sus programas, incluidos los estudios rabínicos y cantoriales. Desde su fundación, el Instituto Universitario ha ordenado a más de 2.800 rabinos, y a más de 400 cantores. A partir de 2007, 520 rabinos y 179 cantores han sido mujeres. Sally Priesand, fue la primera mujer ordenada rabina por el HUC. Cuando Sally fue ordenada rabina en 1972, era la única mujer en una clase de 35 hombres. La primera cantora femenina que fue ordenada por el HUC, fue Barbara Ostfeld-Horowitz en 1975.
Después de cuatro años de deliberación, el HUC decidió dar a las mujeres una opción de redacción en sus certificados de ordenación a partir de 2016, incluida la opción de tener la misma redacción que los hombres. Hasta entonces, los certificados de los candidatos masculinos los identificaban como Morenu HaRav, (en español: "Nuestro Maestro Rabino"), mientras que los certificados de las candidatas femeninas solo usaban el término Rav u-Morah, (en español: "Rabina y Maestra"). Sally Priesand no sabía que su certificado se refería a ella de manera diferente a sus compañeros masculinos, hasta que se lo comunicaron años más tarde. La Rabina Mary Zamore, era la directora ejecutiva de la red de mujeres rabinas del movimiento reformista. Mary explicó que el HUC se sentía incómodo al darle a las mujeres el mismo título que a los hombres. En 2012, le escribió al Rabino David Ellenson, el entonces presidente del HUC, y hablaron sobre este asunto, ya que hacía falta combatir la discriminación en el seno del HUC y fomentar la igualdad de género.
En 2002, en el HUC de Nueva York, la rabina reformista, Margaret Wenig, organizó el primer seminario de la escuela rabínica sobre los problemas psicológicos, legales, y religiosos, que afectan a las personas intersexuales y transexuales. Reuben Zellman se convirtió en la primera persona abiertamente transgénero aceptada en el HUC en 2003. Más tarde, fue ordenado rabino por el HUC en 2010. Elliot Kukla, quien reconoció ser una persona transgénero seis meses antes de su ordenación rabínica en 2006, fue la primera persona abiertamente transgénero en ser ordenada por el HUC.

## Sistema de bibliotecas
El sistema de bibliotecas del HUC, contiene una de las colecciones judías más extensas del mundo. Cada campus tiene su propia biblioteca. Los tres campus de Estados Unidos comparten un mismo catálogo, pero la colección de Jerusalén está catalogada por separado:
- Biblioteca Klau en Cincinnati: es la principal biblioteca de investigación. Esta biblioteca es la segunda colección más grande de material judío impreso en el mundo (la Biblioteca Nacional de Israel en Jerusalén es la primera). La biblioteca declara que tiene 700.000 volúmenes, incluyendo 150 incunables, y más de 2.000 códices manuscritos.

- Biblioteca Klau en Nueva York: tiene 130.000 volúmenes.

- Biblioteca de S. Zalman y Ayala Abramov en Jerusalén: tiene 100.000 volúmenes.

- Biblioteca Frances-Henry en Los Ángeles: tiene 100.000 volúmenes.

## Museo
El Museo Dr. Bernard Heller está ubicado en el campus del HUC-JIR en Nueva York, el museo alberga diversas exposiciones que destacan la historia del pueblo judío, la cultura judía, y la creatividad contemporánea.
Desde su fundación en 1983 como la Galería Joseph, el Museo Dr. Bernard Heller, ha crecido físicamente para abarcar 5.000 pies cuadrados (460 m²) de espacio de exhibición, expandiéndose para incluir el Gran Hall Petrie, la Galería Klingenstein, la Galería Heller, y la Galería Backman.  
Entre las exposiciones presentadas hasta la fecha, el Museo ha organizado espectáculos para nuevos artistas emergentes, exposiciones de los principales artistas de mediana edad, ancianos y mayores, exposiciones de arte vanguardista que ilustran los problemas judíos, incluida la respuesta del Arte contemporáneo ante el Holocausto, la historia de las relaciones entre la comunidad afroestadounidense y la comunidad judía, desde el año 1654 hasta el presente, el impacto de la violencia doméstica en la sociedad, las obras de los artistas contemporáneos israelíes y estadounidenses, la actualidad del arte moderno, la situación política y social en Israel, y la identidad israelí contemporánea. 
Las exposiciones establecen las nuevas tendencias para el arte judío contemporáneo. Las exposiciones colectivas reflejan las nuevas interpretaciones de los textos bíblicos, y las exposiciones de importantes colecciones privadas, reflejan la identidad y la conciencia judía. Todo ello hizo avanzar la definición del arte judío en el siglo XX. Laura Kruger es la organizadora de la exposición del museo. El HUC-JIR también administra el Centro Cultural Skirball ubicado en Los Ángeles, y el Museo Skirball de Arqueología bíblica, ubicado en la ciudad de Jerusalén.